# Großer Preis von China 2014
Der Große Preis von China 2014 (offiziell 2014 Formula 1 UBS Chinese Grand Prix) fand am 20. April auf dem Shanghai International Circuit in Shanghai statt und war das vierte Rennen der Formel-1-Weltmeisterschaft 2014.

## Bericht

### Hintergrund
Nach dem Großen Preis von Bahrain führte Nico Rosberg in der Fahrerwertung mit elf Punkten vor Lewis Hamilton und mit 33 Punkten vor Nico Hülkenberg. In der Konstrukteurswertung führte Mercedes mit 67 Punkten vor Force India-Mercedes und mit 68 Punkten vor McLaren-Mercedes.
Beim Großen Preis von China stellte Pirelli den Fahrern die Reifenmischungen P Zero Medium (weiß) und P Zero Soft (gelb) sowie für Nässe Cinturato Intermediates (grün) und Cinturato Full-Wets (blau) zur Verfügung.
Die DRS-Zonen blieben im Vergleich zum Vorjahr unverändert, der Messpunkt für die erste Zone befand sich 35 Meter vor Kurve 16, die Zone selbst befand sich auf der Start-Ziel-Geraden und begann 98 Meter nach der letzten Kurve. Der Messpunkt für die zweite DRS-Zone befand sich in Kurve 12, aktiviert werden durfte das DRS dann 752 Meter vor Kurve 14.
Bei der Scuderia Ferrari wechselte in der Woche vor dem Rennen der Teamchef. Stefano Domenicali trat zurück. Marco Mattiacci, der bisherige CEO von Ferrari Nordamerika, übernahm diese Aufgabe. Es war Mattiaccis erstes Engagement im Motorsport.
Jules Bianchi (vier), Pastor Maldonado (drei), Valtteri Bottas, Kevin Magnussen und Adrian Sutil (jeweils zwei) gingen mit Strafpunkten ins Rennwochenende.
Mit Fernando Alonso, Hamilton (jeweils zweimal), Kimi Räikkönen, Sebastian Vettel, Jenson Button und Rosberg (jeweils einmal) traten sechs ehemalige Sieger zu diesem Grand Prix an.
Als Rennkommissare fungierten Silvia Bellot (ESP), Gerd Ennser (DEU), Adrián Fernández (MEX) und Wang Feng (CHN).

### Training
Im ersten freien Training fuhr Alonso die Bestzeit vor Rosberg und Daniel Ricciardo. Es gab leichten Nieselregen, die Fahrer benutzten aber Trockenreifen. Bis auf Räikkönen erzielten alle Fahrer eine Zeit. Räikkönen hatte ein Problem mit der Servolenkung an seinem Ferrari. Maldonado fiel mit einem Ausritt auf. In einer Linkskurve fuhr er einfach geradeaus. Felipe Nasr übernahm in diesem Training den Williams von Bottas und Giedo van der Garde den Sauber von Sutil.
Im zweiten freien Training übernahm Hamilton die Führung vor Alonso und Rosberg. Alle Fahrer setzten eine Zeit. Maldonado fiel erneut mit einem Fehler auf, als er in der Boxengasseneinfahrt im Kiesbett liegen blieb.
Das dritte freie Training fand bei leichtem Regen statt. Ricciardo erzielte die schnellste Runde vor Felipe Massa und Romain Grosjean. Die Mercedes-Piloten, Alonso und Magnussen verzichteten darauf, eine gezeitete Runde zu fahren.

### Qualifying
Im Qualifying regnete es leicht.
Das Qualifying bestand aus drei Teilen mit einer Nettolaufzeit von 45 Minuten. Im ersten Qualifying-Segment (Q1) hatten die Fahrer 18 Minuten Zeit, um sich für das Rennen zu qualifizieren. Alle Fahrer, die im ersten Abschnitts eine Zeit erzielten, die maximal 107 Prozent der schnellsten Rundenzeit betrug, qualifizierten sich für den Grand Prix. Die besten 16 Fahrer erreichten den nächsten Teil. Hamilton war auf den Full Wets der schnellste Fahrer. Hülkenberg, der Zweiter wurde, verwendete Intermediates. Maldonado fuhr aufgrund eines Öllecks, das einen Wechsel der Antriebseinheit zur Folge hatte, keine Runde und qualifizierte sich damit nicht für den Grand Prix, wurde nach einem Antrag von Lotus dennoch zum Rennen zugelassen. Neben ihm schafften es die Marussia- und Caterham-Piloten sowie Esteban Gutiérrez nicht in den zweiten Abschnitt.
Der zweite Abschnitt (Q2) dauerte 15 Minuten. Die schnellsten zehn Piloten qualifizierten sich für den dritten Teil des Qualifyings. Hamilton blieb in Führung. Die McLaren-Piloten, Sergio Pérez, Sutil, Daniil Kwjat und Räikkönen schieden aus.
Der finale Abschnitt (Q3) ging über eine Zeit von zwölf Minuten, in denen die ersten zehn Startpositionen vergeben wurden. Hamilton fuhr erneut die schnellste Runde und erzielte seine 34. Pole-Position vor Ricciardo und Vettel.

### Rennen
Hamilton behielt die Führung beim Start. Hinter ihm gab es einige Verschiebungen. Massa startete gut, wurde aber zwischen Ricciardo und Alonso eingeklemmt, wobei es eine Berührung zwischen ihm und Alonso gab. Hinter den beiden berührten sich Bottas und Rosberg. Bei keiner dieser Zwischenfälle kam es zu Beschädigungen an den Fahrzeugen. Vettel lag schließlich hinter Hamilton auf dem zweiten Platz vor Alonso, Ricciardo, Massa, Hülkenberg und Rosberg. Während sich Hamilton vorne absetzte, überholte Rosberg in den ersten Runden Hülkenberg und Massa. In der Anfangsphase gab Sutil mit einem technischen Defekt auf.
Bei den ersten Boxenstopps war Massa der Erste aus der Spitzengruppe. Es gab ein Problem beim Wechsel des linken Hinterreifens, sodass er viel Zeit verlor und ins hintere Feld zurückfiel. Alonso ging eine Runde vor Vettel an die Box und schaffte es damit, an ihm vorbeizufahren. Hamilton und Ricciardo blieben ein paar Runden länger auf der Strecke. Die Fahrer der Spitzengruppe wechselten von der Mischung Soft auf Medium. Nach dem ersten Stopp führte Hamilton vor Alonso, Vettel, Rosberg und Ricciardo.
Nachdem Vettel in der 23. Runde von Rosberg überholt worden war, lag er direkt vor seinem Teamkollegen Ricciardo. Vettel wurde in der 24. Runde von der Teamleitung angewiesen, Ricciardo vorbeizulassen. Vettel erkundigte sich bei der Teamleitung über Ricciardos Reifenmischung und anschließend nach dem Alter seiner Reifen und verweigerte daraufhin zunächst die Teamorder. Nach einem erneuten Funkspruch mit der Information, dass sich Ricciardo auf einer Zwei-Stopp-Strategie befinde, ließ Vettel ihn in der 26. Runde am Ende der Start-Ziel-Geraden passieren. Anschließend setzte sich Ricciardo einige Sekunden von ihm ab. In der Zwischenzeit hatte Grosjean sein Fahrzeug mit einem Getriebeschaden an der Box abgestellt.
Nachdem Rosberg auf Alonso aufgeholt hatte, ging Alonso als erster Fahrer der Spitzengruppe zu seinem zweiten Boxenstopp. Kobayashi, der kurz zuvor auf die weiche Reifenmischung gewechselt hatte, ging an dem eine Runde vor ihm liegenden Vettel vorbei, worüber dieser sich per Funk bei seinem Team beschwerte. Eine Runde später ging Vettel an die Box, Rosberg rutschte von der Strecke und wechselte seine Reifen ebenfalls. In den nächsten Runden kamen die weiteren Fahrer aus der Spitzengruppe an die Box. Hamilton blieb erneut am längsten auf der Strecke und somit durchgängig in Führung. In der 43. Runde gelang es Rosberg, der etwas frischere Reifen hatte, an Alonso vorbeizukommen. Ricciardo, der ebenfalls frischere Reifen als Alonso hatte, holte in der Schlussphase Runde um Runde etwas auf Alonso auf, hatte aber nicht mehr so große Benzinreserven wie Alonso. Ricciardo schaffte es nicht mehr, in Schlagdistanz zu Alonso zu kommen.
Hamilton gewann das Rennen vor Rosberg und Alonso. Für Hamilton war es der 25. Sieg in der Formel-1-Weltmeisterschaft. Er zog damit in der ewigen Bestenliste mit Jim Clark und Niki Lauda gleich. Mercedes erzielte damit zum dritten Mal in Folge einen Doppelsieg.
Da die Zielflagge fälschlicherweise bereits geschwenkt wurde, als Hamilton sich noch in der 55. Runde befand, wurde als offizielles Rennergebnis der Stand nach 54 statt 56 Runden gewertet. Die einzige Veränderung, die hieraus resultierte, betraf Kamui Kobayashi und Bianchi. Bianchi lag nach 54 Runden auf dem 17. Platz und wurde innerhalb der ursprünglich zwei letzten Runden von Kobayashi überholt.
In der Weltmeisterschaft blieb Rosberg in Führung, allerdings reduzierte Hamilton den Abstand erneut. Alonso übernahm wieder den dritten Platz, hatte aber schon einen größeren Rückstand auf die Mercedes-Fahrer. In der Konstrukteursweltmeisterschaft baute Mercedes den Vorsprung weiter aus. Red Bull verbesserte sich auf den zweiten Platz, Force India fiel auf den dritten Rang zurück.

## Meldeliste
| Team                          | Nr. | Fahrer              | Chassis           | Motor                 | Reifen |
| ----------------------------- | --- | ------------------- | ----------------- | --------------------- | ------ |
| Infiniti Red Bull Racing      | 01  | Sebastian Vettel    | Red Bull RB10     | Renault 1.6 V6T       | P      |
| Infiniti Red Bull Racing      | 03  | Daniel Ricciardo    | Red Bull RB10     | Renault 1.6 V6T       | P      |
| Marussia F1 Team              | 04  | Max Chilton         | Marussia MR03     | Ferrari 1.6 V6T       | P      |
| Marussia F1 Team              | 17  | Jules Bianchi       | Marussia MR03     | Ferrari 1.6 V6T       | P      |
| Mercedes AMG Petronas F1 Team | 06  | Nico Rosberg        | Mercedes F1 W05   | Mercedes-Benz 1.6 V6T | P      |
| Mercedes AMG Petronas F1 Team | 44  | Lewis Hamilton      | Mercedes F1 W05   | Mercedes-Benz 1.6 V6T | P      |
| Scuderia Ferrari              | 07  | Kimi Räikkönen      | Ferrari F14 T     | Ferrari 1.6 V6T       | P      |
| Scuderia Ferrari              | 14  | Fernando Alonso     | Ferrari F14 T     | Ferrari 1.6 V6T       | P      |
| Lotus F1 Team                 | 08  | Romain Grosjean     | Lotus E22         | Renault 1.6 V6T       | P      |
| Lotus F1 Team                 | 13  | Pastor Maldonado    | Lotus E22         | Renault 1.6 V6T       | P      |
| Caterham F1 Team              | 09  | Marcus Ericsson     | Caterham CT05     | Renault 1.6 V6T       | P      |
| Caterham F1 Team              | 10  | Kamui Kobayashi     | Caterham CT05     | Renault 1.6 V6T       | P      |
| Sahara Force India F1 Team    | 11  | Sergio Pérez        | Force India VJM07 | Mercedes-Benz 1.6 V6T | P      |
| Sahara Force India F1 Team    | 27  | Nico Hülkenberg     | Force India VJM07 | Mercedes-Benz 1.6 V6T | P      |
| Williams Martini Racing       | 19  | Felipe Massa        | Williams FW36     | Mercedes-Benz 1.6 V6T | P      |
| Williams Martini Racing       | 40  | Felipe Nasr         | Williams FW36     | Mercedes-Benz 1.6 V6T | P      |
| Williams Martini Racing       | 77  | Valtteri Bottas     | Williams FW36     | Mercedes-Benz 1.6 V6T | P      |
| McLaren Mercedes              | 20  | Kevin Magnussen     | McLaren MP4-29    | Mercedes-Benz 1.6 V6T | P      |
| McLaren Mercedes              | 22  | Jenson Button       | McLaren MP4-29    | Mercedes-Benz 1.6 V6T | P      |
| Sauber F1 Team                | 21  | Esteban Gutiérrez   | Sauber C33        | Ferrari 1.6 V6T       | P      |
| Sauber F1 Team                | 36  | Giedo van der Garde | Sauber C33        | Ferrari 1.6 V6T       | P      |
| Sauber F1 Team                | 99  | Adrian Sutil        | Sauber C33        | Ferrari 1.6 V6T       | P      |
| Scuderia Toro Rosso           | 25  | Jean-Éric Vergne    | Toro Rosso STR9   | Renault 1.6 V6T       | P      |
| Scuderia Toro Rosso           | 26  | Daniil Kwjat        | Toro Rosso STR9   | Renault 1.6 V6T       | P      |

Anmerkungen
1. 1 2  Der Williams mit der Nummer 40 wurde im ersten freien Training für Nasr eingesetzt. Bottas übernahm das Fahrzeug anschließend für das restliche Rennwochenende mit seiner Startnummer 77.
2. 1 2  Der Sauber mit der Nummer 36 wurde im ersten freien Training für van der Garde eingesetzt. Sutil übernahm das Fahrzeug anschließend für das restliche Rennwochenende mit seiner Startnummer 99.

## Klassifikationen

### Qualifying
| Pos.                                                                      | Fahrer            | Konstrukteur         | Q1         | Q2       | Q3       | Start |
| ------------------------------------------------------------------------- | ----------------- | -------------------- | ---------- | -------- | -------- | ----- |
| 01                                                                        | Lewis Hamilton    | Mercedes             | 1:55,516   | 1:54,029 | 1:53,860 | 01    |
| 02                                                                        | Daniel Ricciardo  | Red Bull-Renault     | 1:56,641   | 1:55,302 | 1:54,455 | 02    |
| 03                                                                        | Sebastian Vettel  | Red Bull-Renault     | 1:55,926   | 1:54,499 | 1:54,960 | 03    |
| 04                                                                        | Nico Rosberg      | Mercedes             | 1:56,058   | 1:55,294 | 1:55,143 | 04    |
| 05                                                                        | Fernando Alonso   | Ferrari              | 1:56,961   | 1:55,765 | 1:55,637 | 05    |
| 06                                                                        | Felipe Massa      | Williams-Mercedes    | 1:56,850   | 1:56,757 | 1:56,147 | 06    |
| 07                                                                        | Valtteri Bottas   | Williams-Mercedes    | 1:56,501   | 1:56,253 | 1:56,282 | 07    |
| 08                                                                        | Nico Hülkenberg   | Force India-Mercedes | 1:55,913   | 1:56,847 | 1:56,366 | 08    |
| 09                                                                        | Jean-Éric Vergne  | Toro Rosso-Renault   | 1:57,477   | 1:56,584 | 1:56,773 | 09    |
| 10                                                                        | Romain Grosjean   | Lotus-Renault        | 1:58,411   | 1:56,407 | 1:57,079 | 10    |
| 11                                                                        | Kimi Räikkönen    | Ferrari              | 1:58,279   | 1:56,860 | –        | 11    |
| 12                                                                        | Jenson Button     | McLaren-Mercedes     | 1:57,783   | 1:56,963 | –        | 12    |
| 13                                                                        | Daniil Kwjat      | Toro Rosso-Renault   | 1:57,261   | 1:57,289 | –        | 13    |
| 14                                                                        | Adrian Sutil      | Sauber-Ferrari       | 1:58,138   | 1:57,393 | –        | 14    |
| 15                                                                        | Kevin Magnussen   | McLaren-Mercedes     | 1:57,369   | 1:57,675 | –        | 15    |
| 16                                                                        | Sergio Pérez      | Force India-Mercedes | 1:58,362   | 1:58,264 | –        | 16    |
| 17                                                                        | Esteban Gutiérrez | Sauber-Ferrari       | 1:58,988   | –        | –        | 17    |
| 18                                                                        | Kamui Kobayashi   | Caterham-Renault     | 1:59,260   | –        | –        | 18    |
| 19                                                                        | Jules Bianchi     | Marussia-Ferrari     | 1:59,326   | –        | –        | 19    |
| 20                                                                        | Marcus Ericsson   | Caterham-Renault     | 2:00,646   | –        | –        | 20    |
| 21                                                                        | Max Chilton       | Marussia-Ferrari     | 2:00,865   | –        | –        | 21    |
| 107-Prozent-Zeit: 2:03,602 min (bezogen auf Q1-Bestzeit von 1:55,516 min) |                   |                      |            |          |          |       |
| DNQ                                                                       | Pastor Maldonado  | Lotus-Renault        | keine Zeit | –        | –        | 22    |

Anmerkungen
1. ↑  Maldonado durfte am Rennen teilnehmen, da er im freien Training ausreichend schnell war. Er wurde wegen des Verursachens einer Kollision im letzten Rennen um fünf Positionen nach hinten versetzt.

### Rennen
| Pos. | Fahrer            | Konstrukteur         | Runden | Stopps | Zeit        | Start | Schnellste Runde |
| ---- | ----------------- | -------------------- | ------ | ------ | ----------- | ----- | ---------------- |
| 01   | Lewis Hamilton    | Mercedes             | 54     | 2      | 1:33:28,338 | 01    | 1:41,196 (42.)   |
| 02   | Nico Rosberg      | Mercedes             | 54     | 2      | + 18,062    | 04    | 1:40,402 (39.)   |
| 03   | Fernando Alonso   | Ferrari              | 54     | 2      | + 23,604    | 05    | 1:42,081 (48.)   |
| 04   | Daniel Ricciardo  | Red Bull-Renault     | 54     | 2      | + 27,136    | 02    | 1:41,473 (39.)   |
| 05   | Sebastian Vettel  | Red Bull-Renault     | 54     | 2      | + 47,778    | 03    | 1:42,169 (37.)   |
| 06   | Nico Hülkenberg   | Force India-Mercedes | 54     | 2      | + 54,295    | 08    | 1:42,624 (33.)   |
| 07   | Valtteri Bottas   | Williams-Mercedes    | 54     | 2      | + 55,697    | 07    | 1:42,660 (52.)   |
| 08   | Kimi Räikkönen    | Ferrari              | 54     | 2      | + 1:16,335  | 11    | 1:42,300 (34.)   |
| 09   | Sergio Pérez      | Force India-Mercedes | 54     | 2      | + 1:22,647  | 16    | 1:42,228 (32.)   |
| 10   | Daniil Kwjat      | Toro Rosso-Renault   | 53     | 2      | + 1 Runde   | 13    | 1:43,337 (33.)   |
| 11   | Jenson Button     | McLaren-Mercedes     | 53     | 2      | + 1 Runde   | 12    | 1:43,375 (30.)   |
| 12   | Jean-Éric Vergne  | Toro Rosso-Renault   | 53     | 2      | + 1 Runde   | 09    | 1:42,896 (34.)   |
| 13   | Kevin Magnussen   | McLaren-Mercedes     | 53     | 2      | + 1 Runde   | 15    | 1:42,701 (33.)   |
| 14   | Pastor Maldonado  | Lotus-Renault        | 53     | 2      | + 1 Runde   | 22    | 1:43,067 (34.)   |
| 15   | Felipe Massa      | Williams-Mercedes    | 53     | 2      | + 1 Runde   | 06    | 1:42,379 (34.)   |
| 16   | Esteban Gutiérrez | Sauber-Ferrari       | 53     | 3      | + 1 Runde   | 17    | 1:42,257 (42.)   |
| 17   | Jules Bianchi     | Marussia-Ferrari     | 53     | 2      | + 1 Runde   | 19    | 1:44,825 (36.)   |
| 18   | Kamui Kobayashi   | Caterham-Renault     | 53     | 3      | + 1 Runde   | 18    | 1:43,323 (48.)   |
| 19   | Max Chilton       | Marussia-Ferrari     | 52     | 3      | + 2 Runden  | 21    | 1:42,875 (50.)   |
| 20   | Marcus Ericsson   | Caterham-Renault     | 52     | 3      | + 2 Runden  | 20    | 1:43,620 (30.)   |
| –    | Romain Grosjean   | Lotus-Renault        | 28     | 1      | DNF         | 10    | 1:44,366 (04.)   |
| –    | Adrian Sutil      | Sauber-Ferrari       | 5      | 0      | DNF         | 14    | 1:58,376 (02.)   |

## WM-Stände nach dem Rennen
Die ersten zehn des Rennens bekamen 25, 18, 15, 12, 10, 8, 6, 4, 2 bzw. 1 Punkt(e).

### Fahrerwertung
| Pos. | Fahrer           | Konstrukteur         | Punkte |
| ---- | ---------------- | -------------------- | ------ |
| 01   | Nico Rosberg     | Mercedes             | 79     |
| 02   | Lewis Hamilton   | Mercedes             | 75     |
| 03   | Fernando Alonso  | Ferrari              | 41     |
| 04   | Nico Hülkenberg  | Force India-Mercedes | 36     |
| 05   | Sebastian Vettel | Red Bull-Renault     | 33     |
| 06   | Daniel Ricciardo | Red Bull-Renault     | 24     |
| 07   | Valtteri Bottas  | Williams-Mercedes    | 24     |
| 08   | Jenson Button    | McLaren-Mercedes     | 23     |
| 09   | Kevin Magnussen  | McLaren-Mercedes     | 20     |
| 10   | Sergio Pérez     | Force India-Mercedes | 18     |
| 11   | Felipe Massa     | Williams-Mercedes    | 12     |

| Pos. | Fahrer            | Konstrukteur       | Punkte |
| ---- | ----------------- | ------------------ | ------ |
| 12   | Kimi Räikkönen    | Ferrari            | 11     |
| 13   | Jean-Éric Vergne  | Toro Rosso-Renault | 4      |
| 14   | Daniil Kwjat      | Toro Rosso-Renault | 4      |
| 15   | Romain Grosjean   | Lotus-Renault      | 0      |
| 16   | Adrian Sutil      | Sauber-Ferrari     | 0      |
| 17   | Esteban Gutiérrez | Sauber-Ferrari     | 0      |
| 18   | Max Chilton       | Marussia-Ferrari   | 0      |
| 19   | Kamui Kobayashi   | Caterham-Renault   | 0      |
| 20   | Pastor Maldonado  | Lotus-Renault      | 0      |
| 21   | Marcus Ericsson   | Caterham-Renault   | 0      |
| 22   | Jules Bianchi     | Marussia-Ferrari   | 0      |

### Konstrukteurswertung
| Pos. | Konstrukteur         | Punkte |
| ---- | -------------------- | ------ |
| 01   | Mercedes             | 154    |
| 02   | Red Bull-Renault     | 57     |
| 03   | Force India-Mercedes | 54     |
| 04   | Ferrari              | 52     |
| 05   | McLaren-Mercedes     | 43     |
| 06   | Williams-Mercedes    | 36     |

| Pos. | Konstrukteur       | Punkte |
| ---- | ------------------ | ------ |
| 07   | Toro Rosso-Renault | 8      |
| 08   | Lotus-Renault      | 0      |
| 09   | Sauber-Ferrari     | 0      |
| 10   | Marussia-Ferrari   | 0      |
| 11   | Caterham-Renault   | 0      |